# 張貴妃 (後周太祖)
张氏（915年—950年12月24日），镇州真定县人，后周太祖郭威第三任妻子。

## 生平
张氏的父亲张同芝给赵王王鎔做谘呈官，官至检校工部尚书。张氏尚未成人，张文礼杀王镕，镇州乱，归后梁，后唐莊宗遣幽州符存審以兵讨张文礼。裨将武从谏馆于她家，见張氏美貌出眾，便将她带回太原配给其次子为妻。后汉时，郭威来到太原，此时张氏的丈夫武某和郭威第二任妻子杨氏都已经去世，两人遂结婚。郭威立功受爵，张氏累封至吴国夫人。
950年后汉末帝下诏尽杀郭威、柴荣两家，张氏等家眷全都被斩首。郭威建立后周，追封她为贵妃。

## 家族
- 父亲：张同芝，镇州谘呈官、检校工部尚书，在赵王王镕属下历职中要。
- 祖父：张记，成德军节度判官、检校兵部尚书[1]。
- 北宋名将曹彬为张氏外甥。

## 延伸阅读
[在维基数据编辑]
 《舊五代史·卷121》，出自薛居正《舊五代史》